# STAR Group
STAR Group är ett multinationellt företag som verkar inom global informationshantering. Till företagets tjänsteutbud hör bland annat tjänster inom informationsskapande och storskalig informationshantering, översättning och språkteknologi. Företaget utvecklar även mjukvara och verktyg för automatiserade processflöden och för datorstödd översättning. I produktfamiljen ingår även verktyg inom Machine Translation (MT) och s.k. översättningsminnen, CMS-system (content management system), terminologiverktyg och publiceringslösningar. 
Företaget har sitt säte i Schweiz och dotterbolag i ett trettiotal länder. I Skandinavien är företaget representerat genom dotterbolaget STAR Group Scandinavia med säte i Sverige.